# Alfa i Omega: Legenda Zębatej Jaskini
Alfa i Omega: Legenda Zębatej Jaskini (ang. Alpha and Omega: The Legend of the Saw Toothed Cave) – amerykański film animowany z 2014 roku wyreżyserowany przez Richarda Richa oraz wyprodukowany przez Crest Animation Productions i Lionsgate Films. Kontynuacja filmów Zakochany wilczek, Alfa i Omega: Święta w wilczym stylu oraz Alfa i Omega: Igrzyska w wilczym stylu.
Film został wydany 23 września 2014 na iTunes, a dwa tygodnie później 7 października na DVD. W Polsce film miał się odbyć się w Kinie Boomerang 11 września 2015 w Boomerangu, jednak z nieznanych względów przełożono ją na 2 października 2015 roku na tym samym kanale.

## Fabuła
Film opisuje dalsze perypetie wilków – Kate, Humphreya i wielu innych. Wilczki wyruszają w drogę do nawiedzonej Zębatej Jaskini. W czasie wędrówki po jaskini ginie jeden wilczek. Fąfel postanawia wykazać się odwagą i biegnie na ratunek zaginionemu wilczkowi.

## Wersja polska
Wystąpili:
- Justyna Bojczuk – Klaudyna
- Paweł Ciołkosz – Humphrey
- Agnieszka Fajlhauer – Kate
- Agnieszka Mrozińska-Jaszczuk – Fąfel
- Beata Jankowska-Tzimas – Ziółko
- Klaudiusz Kaufmann – Paddy
- Mieczysław Morański – Marcel
- Jacek Król – Winston
- Joanna Pach-Żbikowska – Lilly
- Robert Tondera – Tony
- Sławomir Pacek – Floyd
- Bożena Furczyk – Eve
- Zuzanna Galia – samica jeżozwierza #1
- Katarzyna Tatarak – samica jeżozwierza #2
- Iwona Rulewicz – Daria
- Tomasz Borkowski
- Miłogost Reczek
- Marek Bocianiak
- Anna Gajewska

i inni
Lektor tytułu: Artur Kaczmarski